# Богуславский, Виктор Николаевич (шашист)
Виктор Николаевич Богусла́вский  (21 января 1911 года — 2 сентября 1971 года) — советский спортсмен (шашки), тренер, спортивный деятель. Мастер спорта СССР по шашкам (1967), мастер спорта СССР по шашечной композиции (1968). Почетный мастер спорта СССР.
Чемпион УССР по русским шашкам среди мужчин (1962). Участвовал в чемпионате СССР среди шашистов спортивного общества «Химик». Благодаря его инициативе в 1966 году в Днепродзержинске в СК «Промінь» открыто отделение шашек. Большой вклад внёс в становление и развитие Комитета заочных шашечных соревнований УССР и заочных шашек на Украине.

## Биография
Проживал в Днепродзержинске. Преподавал на химико-технологическом факультете индустриального института имени Арсеничева. Специалист аммиачного производства объединения «Азот».
В Днепродзержинске проводится мемориал Виктора Николаевича Богуславского.
Анатолий Юрьевич Ермаков:

«Для меня Богуславский дорог тем, что дал хорошую школу шашечной игры. Благодаря его инициативе в 1966 г. в Днепродзержинске в СК „Промінь“ было открыто отделение шашек с штатным тренером».